# Berg Arkitektkontor

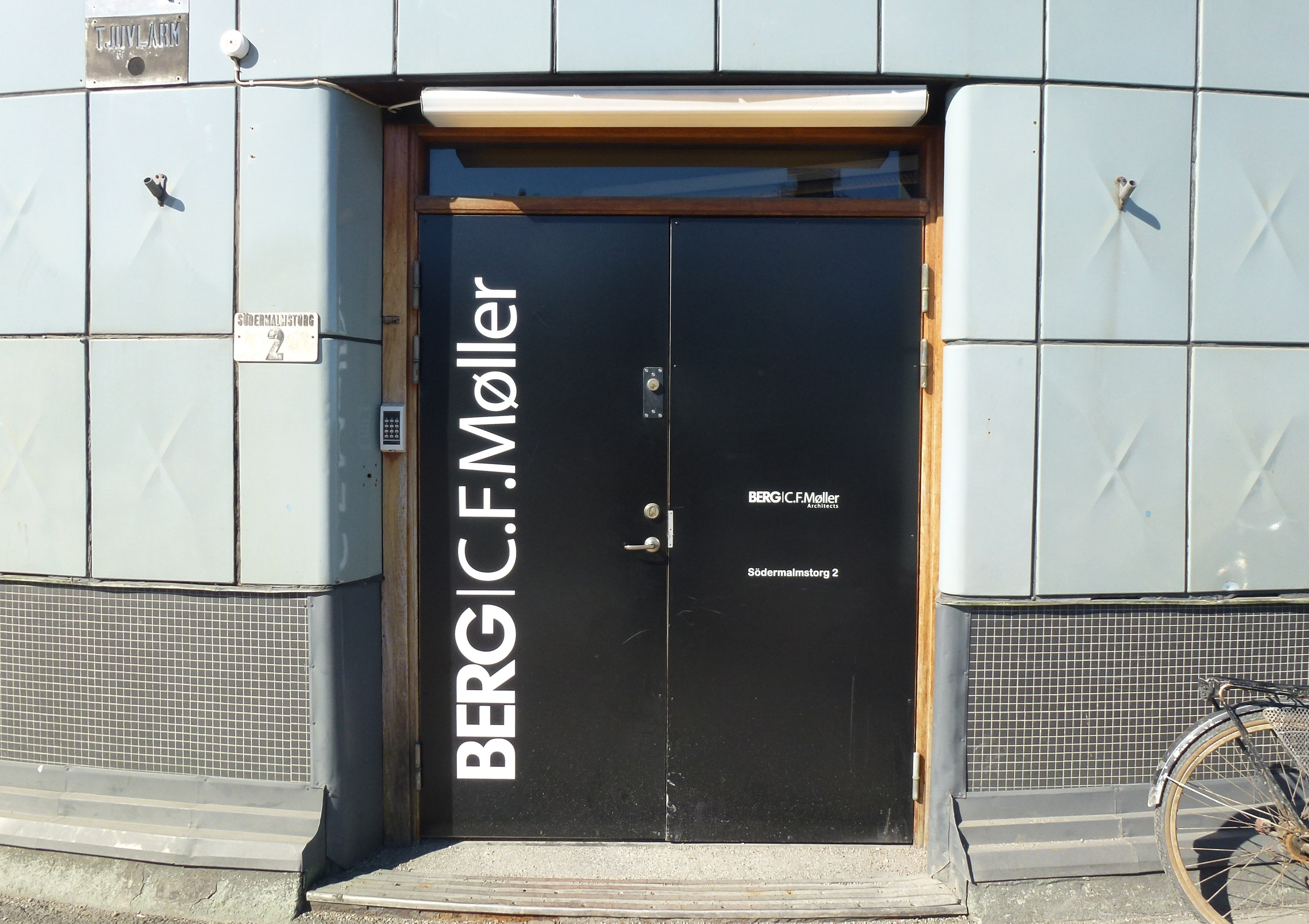
Entré till Berg Arkitektkontors tidigare lokaler i Kolingsborg, vid Slussen.

Berg Arkitektkontor AB var ett svenskt arkitektkontor med säte i Stockholm mellan åren 1982 och 2015.

## Historik

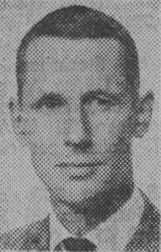
Anders Berg.

Företaget grundades 1958 av Anders Berg och hette Anders Berg Arkitektkontor AB. Kontoret hade många och stora uppdrag med huvudsaklig inriktning på industriprojektering runt om i Sverige. År 1975 anslöt sig de fyra delägare Svante Berg, Folke Mandelius, Lars Wahlman och Lasse Vretblad. 1982 ombildade dessa kontoret till Berg Arkitektkontor AB och Anders Berg avvecklade sitt ägande och ledarskap. Kontoret expanderade under denna period och breddade uppdragsinriktningen mot mer offentlig och publik verksamhet. 
Kontoret hade som mest 150 medarbetare och 12 delägare, organiserade i 6 grupper. Efter en nedgång under fastighetskrisen bedrev kontoret under tiden 1992 till 1997 verksamhet i eget namn som dotterbolag till FFNS arkitekter. 1998 ombildades kontoret av tre av de gamla delägarna Esbjörn Adamsson, Svante Berg och Janne Mattsson. Efter Adamssons pensionering drevs verksamheten i Berg Arkitektkontor vidare till 2007 då företaget såldes till den danska koncernen Arkitektfirmaet C.F. Møller, där det lever vidare under samma namn till 2012 då ett namnbyte till Berg / C.F. Møller Architects AB sker. 2015 byter kontoret namn till C.F. Møller Sverige AB och utgör det danska moderbolagets svenska avdelning.

## Verksamhet
Kontoret var medlem i Swedish Aviation Group som är en organisation för marknadsföring av svenskt know how beträffande utrustning i flygrum och flygfält för civilt flyg under överinseendet av Svenska exportrådet. Företaget har specialiserat sig i planering och utförande av civila flygplatser runt om i världen och var medlem i Swedish Aviation Consultants. Kontoret är medlem i ARKUS, som är en stiftelse med uppgift att stärka de projekterande arkitekternas kompetens.
Berg Arkitektkontors största uppdrag var Globen och Dagens Nyheters och Expressens tryckeri i Akalla. Några andra kända projekt är Bravikens pappersbruk, flygterminalerna 2,3 och 4 på Arlanda, Skyview på Globen och Swedbank Stadion i Malmö som ritades i samarbete med FOJAB arkitekter i Malmö. Kontoret har tillsammans med Krook & Tjäder arkitekter också ritat Friends Arena i Solna
Berg Arkitektkontor vann uppdraget att tillsammans med Foster + Partners upprätta detaljplaner och systemhandlingar för Nya Slussen under åren 2008–2013.

## Byggnadsprojekt i urval

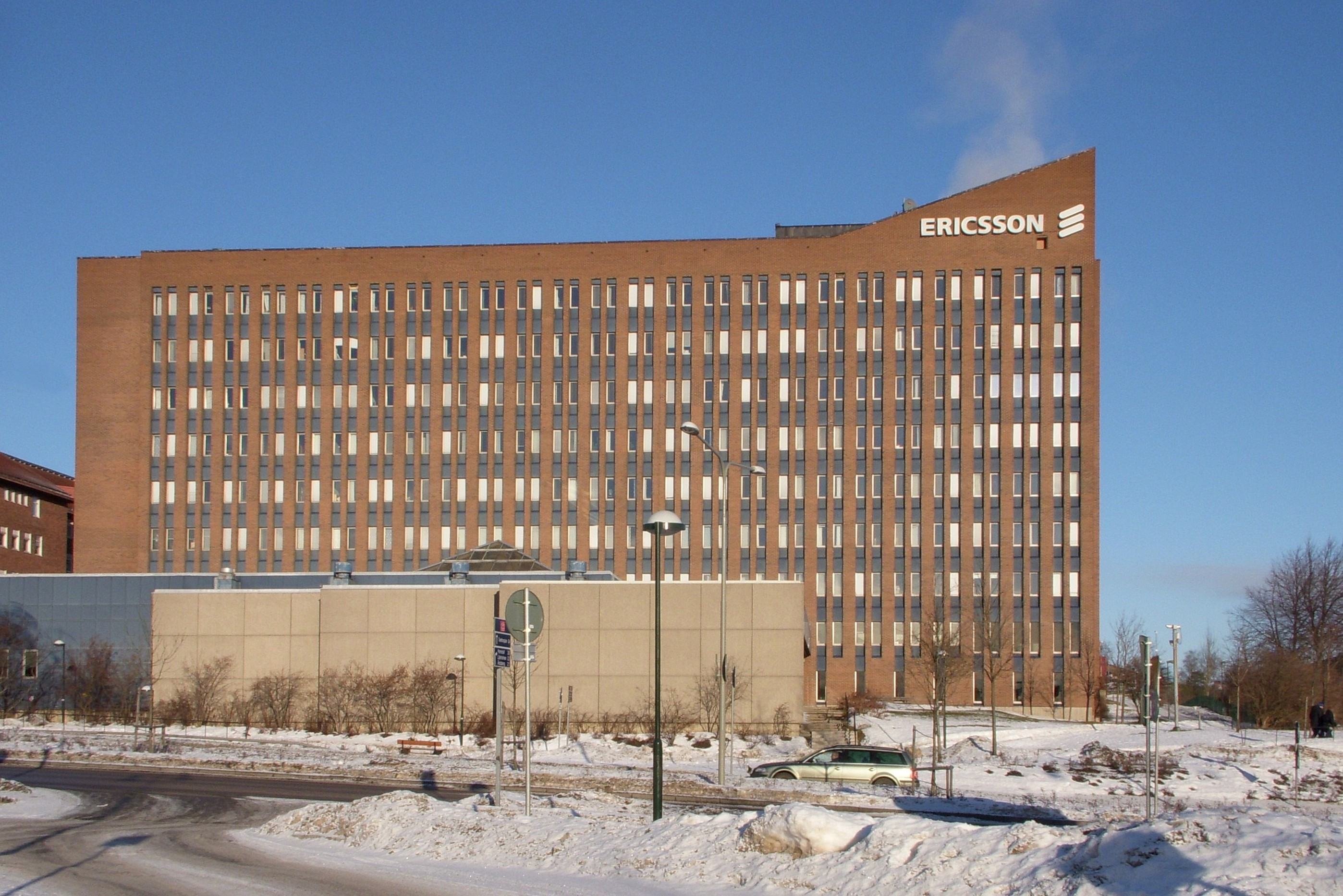
Kontorsbyggnad för L.M. Ericsson, Midsommarkransen, 1968–1970.
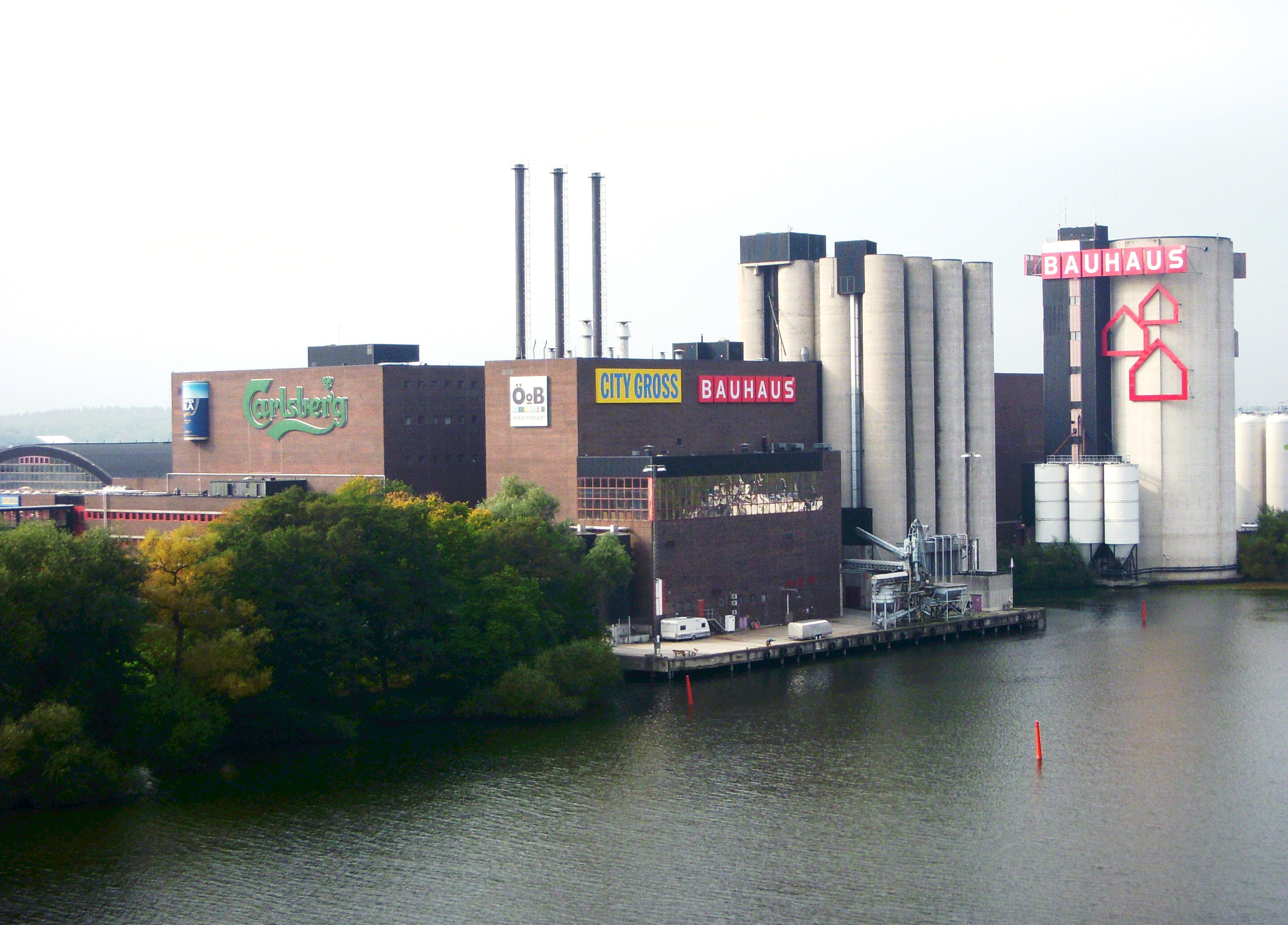
Bryggerianläggning för Pripps, Ulvsunda, 1967–1970.
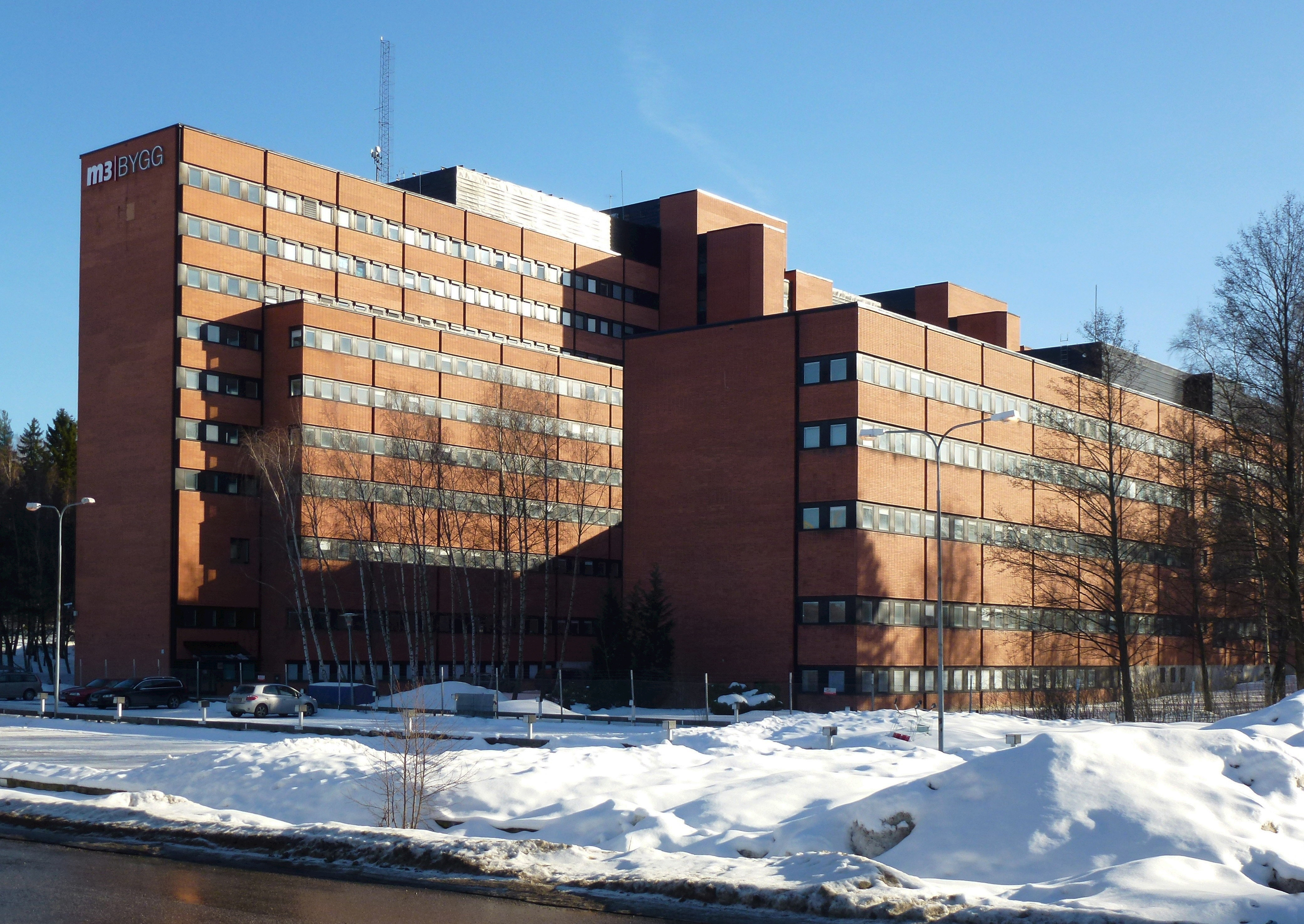
LM Ericsson-byggnaden, Kungens kurva, 1977.
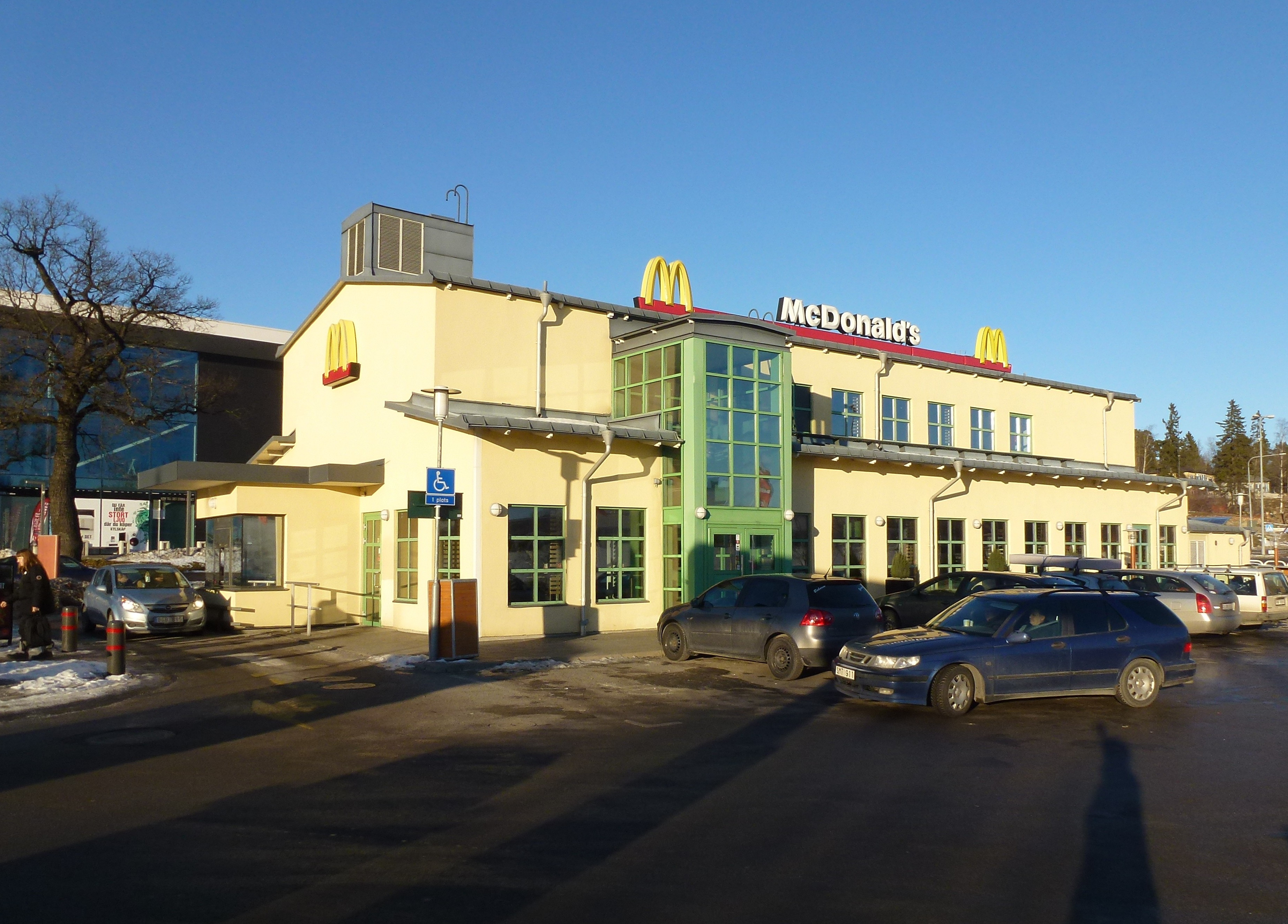
McDonald's Kungens kurva, 1984.
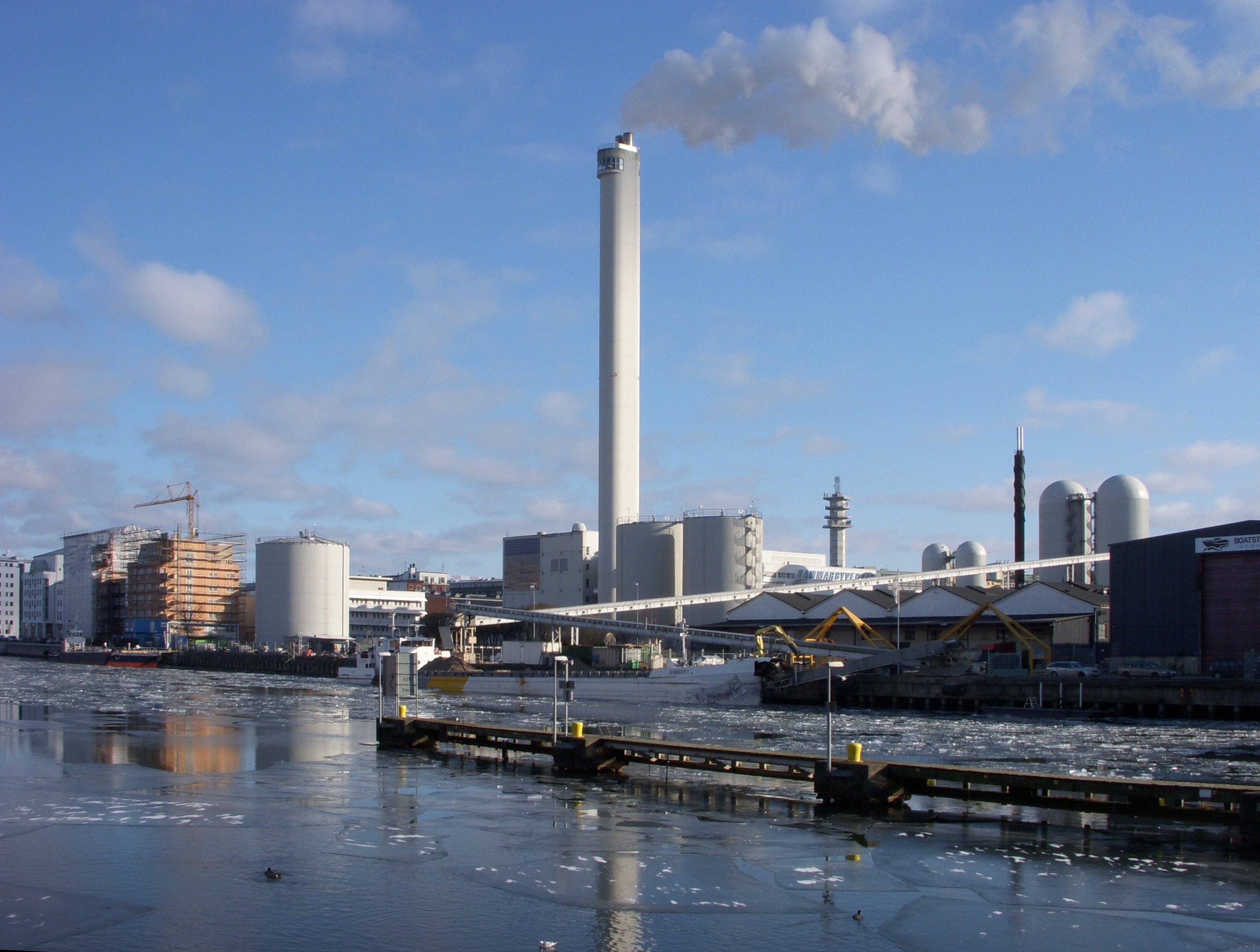
Hammarbyverket, 1984–1987.